# Stanisław Gepner

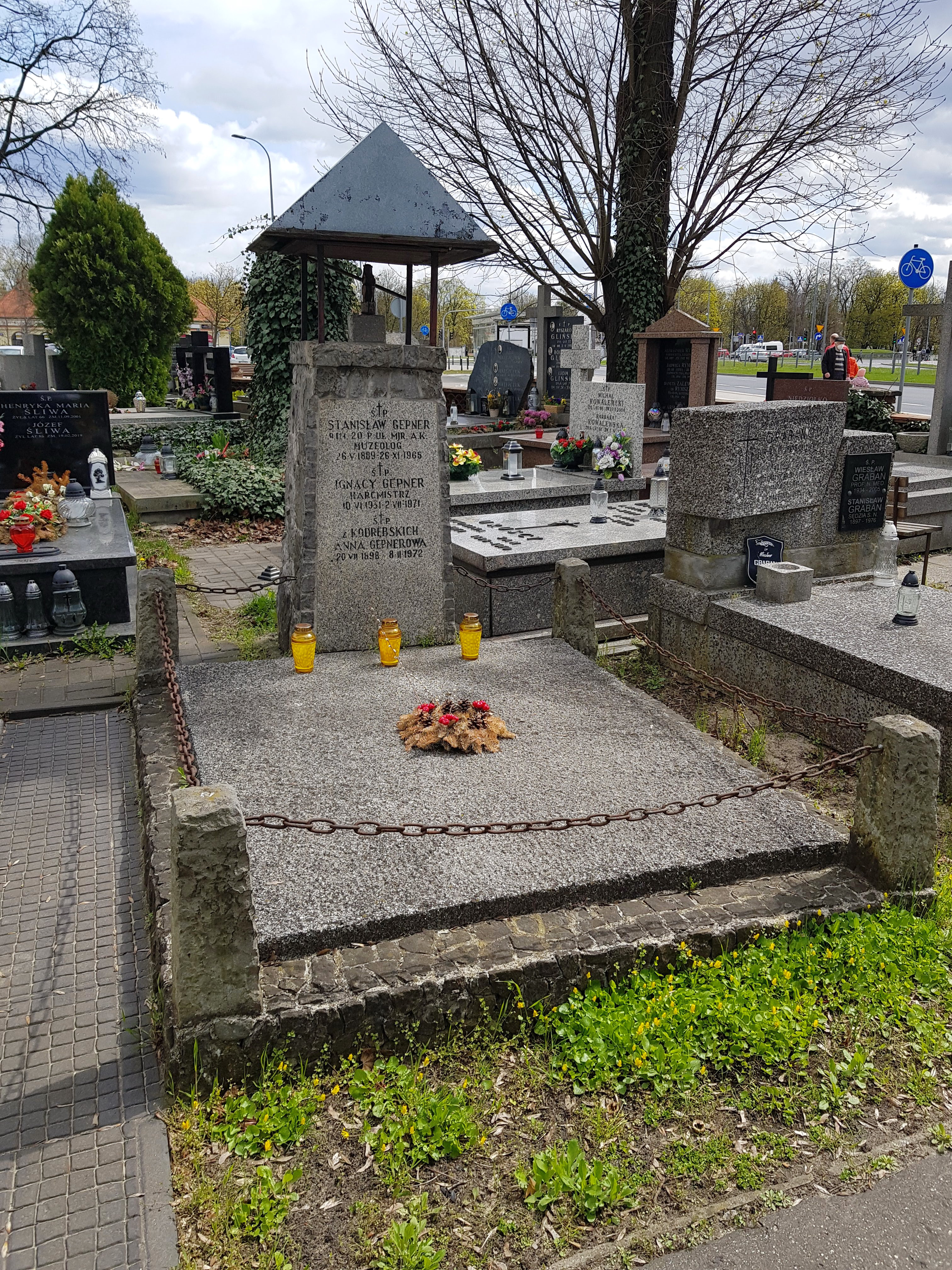
Grób Stanisława Gepnera na Cmentarzu Wilanowskim w Warszawie

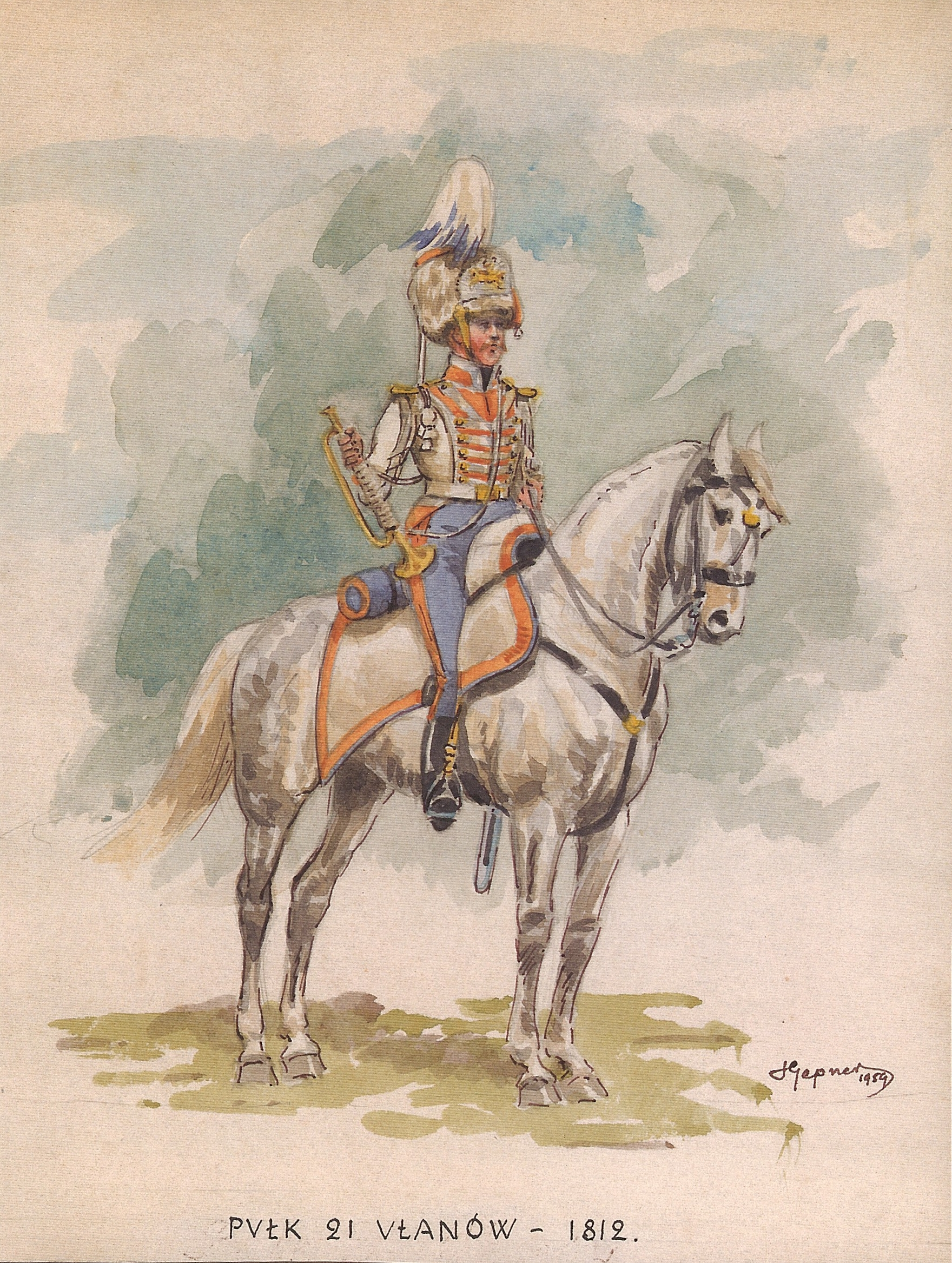
Akwarela Ułan 21 Pułku – 1812 autorstwa Stanisława Gepnera, 1954

Stanisław Gepner, ps. „Kowal”, „Kostka” (ur. 26 maja 1889 w Nietulisku, zm. 26 listopada 1965 w Warszawie) – major kawalerii Wojska Polskiego, muzealnik, malarz, rysownik, znawca historycznego umundurowania i uzbrojenia.

## Zarys kariery wojskowej
Urodził się 26 maja 1889 w Nietulisku, w rodzinie Kazimierza i Antoniny z Galińskich. Uczył się w VI gimnazjum w Warszawie, skąd został wydalony za udział w strajku szkolnym. Następnie uczęszczał do szkoły gen. Chrzanowskiego, szkoły Górskiego i gimnazjum w Jałcie, gdzie w 1910 zdał maturę. Następnie studiował w wiedeńskiej Akademii Ekonomicznej, zostając jej absolwentem w 1913 r. Jednocześnie kształcił się w tymże mieście w Szkole Rzemiosła Artystycznego.
W czasie I wojny światowej pełnił służbę w kawalerii rosyjskiej.
W latach 20. XX wieku był oficerem 20 pułku ułanów w Rzeszowie i autorem projektu odznaki pamiątkowej pułku. 3 maja 1922 został zweryfikowany w stopniu rotmistrza ze starszeństwem z dniem 1 czerwca 1919 i 211. lokatą w korpusie oficerów jazdy (od 1924 – kawalerii). W maju 1926 został przeniesiony na stanowisko dowódcy 3. szwadronu w Dębicy. W 1929 przeszedł w stan spoczynku.
Następnie wraz z Bronisławem Gembarzewskim współorganizował Muzeum Wojska Polskiego. W czasie II wojny światowej był oficerem Komendy Głównej Armii Krajowej. Kierował archiwum Wydziału Wywiadowczego Oddziału II Informacyjno-Wywiadowczego.

## Zarys działalności artystycznej i muzealnej
Był autorem ilustracji do Albumu Wojska Polskiego (E. Wedel, 1934) i Zarysu dziejów uzbrojenia w Polsce (W. Dziewanowski, 1935) oraz konsultantem wojskowym w filmach polskich: Ułan księcia Józefa (1937), Kościuszko pod Racławicami (1938) i Warszawska premiera (1950). Współprojektował także Medal za Warszawę 1939–1945, którym następnie sam został odznaczony.
W latach 1932–1946 był kustoszem i współtwórcą Muzeum Wojska Polskiego w Warszawie (wraz z Bronisławem Gembarzewskim), w latach 1946–1948 kustoszem Muzeum Narodowego w Warszawie, oddziału w Wilanowie, a w latach 1948–1950 dyrektorem Państwowego Ośrodka Muzealnego w Łańcucie. W 2005 roku w Muzeum Łowiectwa i Jeździectwa w Warszawie zorganizowano wystawę Przyjaciele. Stanisław Gepner i Andrzej Grzybowski, poświęconą Stanisławowi Gepnerowi i Andrzejowi Grzybowskiemu.

## Ordery i odznaczenia
- Krzyż Kawalerski Orderu Odrodzenia Polski[7]
- Krzyż Walecznych (1921)[8]
- Złoty Krzyż Zasługi[9]
- Medal Niepodległości – 13 września 1933 „za pracę w dziele odzyskania niepodległości”[10]
- Srebrny Krzyż Zasługi z Mieczami[11]
- Medal Pamiątkowy za Wojnę 1918–1921
- Medal Dziesięciolecia Odzyskanej Niepodległości[12]
- Brązowy Medal za Długoletnią Służbę
- Krzyż Waleczności Armii gen. Bułak-Bałachowicza[13]
- Medal za Warszawę 1939–1945
- Medal Zwycięstwa i Wolności 1945
- Odznaka I Korpusu Polskiego gen. Dowbora-Muśnickiego[14]
- Odznaka honorowa „Za walkę o szkołę polską”
- Order Świętego Stanisława IV klasy (Imperium Rosyjskie)
- Order Świętej Anny IV klasy – dwukrotnie (Imperium Rosyjskie)